# Milton Campos
Milton Soares Campos (Ponte Nova, 16 de agosto de 1900-Belo Horizonte, 16 de enero de 1972) fue un político, profesor, periodista y abogado brasileño. Fue gobernador de Minas Gerais, diputado federal, senador y ministro de Justicia. También fue candidato a vicepresidente de Brasil en dos ocasiones (1955 y 1960), durante la época en la que el vicepresidente era electo por separado del presidente, siendo derrotado en ambas ocasiones por João Goulart.

## Biografía
Ingresó a la Facultad de Derecho de la Universidad Federal de Minas Gerais en 1918. Ese año apoyó a los candidatos opositores de la Reacción Republicana para los gobiernos estatales de Minas Gerais y de la República, respectivamente Francisco Sales y Nilo Peçanha, ambos derrotados. También a principios de la década de 1920 participó, como escritor, en la novela colectiva O capote do Guarda, al lado de escritores como Carlos Góes y Aníbal Machado. Aún en su época universitaria, trabó amistad con jóvenes literatos de la capital de Minas Gerais, la mayoría de los cuales estaban influenciados por el modernismo, entre ellos Carlos Drummond de Andrade, Afonso Ariños de Melo Franco y Gustavo Capanema. A partir de 1925 también se dedicó profesionalmente al periodismo, asumiendo la dirección de Diários Associados em Minas, fundando y colaborando con el Estado de Minas y también para el Diário de Minas.
En 1934 fue elegido diputado a la asamblea constituyente de Minas Gerais por el Partido Popular (PP), grupo que ofrecía apoyo a los gobiernos federal y estatal. Permaneció en la Asamblea Legislativa de Minas Gerais hasta noviembre de 1937, cuando el golpe del Estado Novo decretó el cierre de todas las cámaras legislativas del país. Después de esto volvió a la Caixa Econômica Federal hasta 1944, cuando fue destituido de su cargo por ser uno de los firmantes del Manifiesto dos Mineiros, documento publicado en octubre de 1943, que representaba la primera iniciativa de los sectores liberales contra el Estado Novo. 

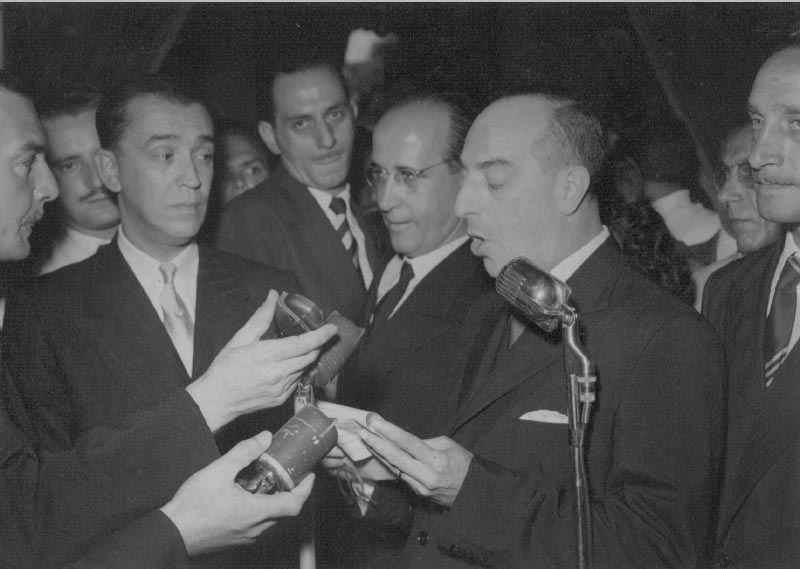
Campos entregando el cargo de gobernador de Minas Gerais a Juscelino Kubitschek, 31 de enero de 1951.

Tras el fin del Estado Novo en 1945, fue uno de los fundadores de la Unión Democrática Nacional (UDN), agrupación que aglutinaba a la oposición liberal al Estado Novo. En diciembre de ese año fue elegido diputado a la Asamblea Nacional Constituyente por Minas Gerais. Dos años más tarde, ganó las elecciones para el gobierno de Minas Gerais, en una amplia coalición que, además de la UDN, incluía un ala disidente del Partido Social Democrático (PSD) y el Partido Republicano del expresidente Artur Bernardes, además de integralistas y comunistas. Como gobernador, desarrolló una administración basada en la austeridad y la recuperación financiera. Educación, agricultura, electricidad son algunas áreas en las que fue más notable la labor de Campos como gobernador de Minas Gerais. En 1948 creó el Departamento de Administración para racionalizar y modernizar la burocracia estatal. A través de la Ley n.º 310 reguló la constitución de empresas de economía mixta para la construcción y explotación de centrales y plantas hidroeléctricas. La participación del gobierno se definió a través de la suscripción de acciones y la emisión de títulos de deuda pública. También se creó el Fondo de Electrificación para dotar de recursos para la ejecución del Plan Estatal de Electrificación (Represa de Salto Grande). La CEMIG comenzó a planificarse durante su gobierno, cuando se realizaron estudios en el tema de energía eléctrica, con el objetivo de analizar las condiciones energéticas del Estado y proponer la creación de una empresa que se encargaría de ejecutar este proyecto. Su mandato finalizó en enero de 1951, transfiriendo el gobierno a Juscelino Kubitschek, elegido por el PSD.
En octubre de 1954 fue elegido nuevamente miembro de la Cámara Federal. También fue candidato a vicepresidente de la República en dos ocasiones (1955 y 1960), durante la época en la que el vicepresidente era electo por separado del presidente en lugar de ser electo conjuntamente bajo una sola chapa, siendo derrotado en ambas ocasiones por João Goulart. En 1958 fue elegido senador por su estado natal. Participó activamente en las articulaciones que condujeron al golpe militar de 1964 que destituyó a Goulart, quien había asumido la presidencia en 1961 tras la súbita renuncia de Jânio Quadros tras poco menos de siete meses en el cargo. Fue designado Ministro de Justicia e Interior por el presidente Humberto Castelo Branco, dimitiendo en 1965, por no estar de acuerdo con la publicación del Acto Institucional Número Dos. En 1966 fue reelegido senador. Murió durante su último mandato, en Belo Horizonte, en enero de 1972.
Milton S. Campos es también patrono de Faculdades Milton Campos, con sede en Nova Lima.